# Пейнт-Рок (Техас)
Пейнт-Рок (англ. Paint Rock) — город в США, расположенный в центральной части штата Техас, административный центр округа Кончо. По данным переписи за 2010 год число жителей составляло 273 человека, по оценке Бюро переписи США в 2016 году в городе проживало 373 человека.

## История
В июле 1879 года комиссия округа выбрала место для нового административного центра к западу от слияния реки Кончо и ручья Хог-Крик. В то время место привлекало большими запасами воды. Несмотря на то, что первые здания были построены по неправильному плану, и их пришлось переносить почти на километр на восток, город стал быстро развиваться и стал транспортировочным центром шерсти, шкур, пеканов и баранов.
В 1879 году были открыты почтовое отделение и первая школа. В 1881 году в городе появилась первая пресвитерианская община, а в 1886 — баптистская. Помимо этого в городе существовали масонская ложа, литературное сообщество, орден Восточной Звезды и организация лесорубов мира. С 1890 года в городе началось издание первой газеты, Concho Herald. В 1909 году был открыт банк, а к 1914 году в городе был проведен водопровод.
В 1910 году в город была проведена железная дорога Concho, San Saba and Llano Valley Railroad, соединившая Пейнт-Рок с соседним округом Раннелс. Железная дорога использовалась до 1936 года, когда наводнение смыло мост через реку Кончо.

## География
Пейнт-Рок находится в центральной части округа, его координаты: 31°30′36″ с. ш. 99°55′31″ з. д..
Согласно данным бюро переписи США, площадь города составляет около 4,3 км2, полностью занятых сушей.

### Климат
Согласно классификации климатов Кёппена, в Пейнт-Роке преобладает влажный субтропический климат (Cfa).
| Показатель                    | Янв.  | Фев.  | Март  | Апр. | Май  | Июнь | Июль | Авг. | Сен. | Окт. | Нояб. | Дек. | Год   |
| ----------------------------- | ----- | ----- | ----- | ---- | ---- | ---- | ---- | ---- | ---- | ---- | ----- | ---- | ----- |
| Абсолютный максимум, °C       | 31,7  | 36,7  | 36,7  | 38,9 | 43,3 | 42,8 | 43,9 | 43,3 | 43,3 | 39,4 | 33,9  | 31,7 | 43,9  |
| Средний суточный максимум, °C | 16,3  | 18,6  | 23,2  | 27,9 | 31,4 | 34,5 | 36,2 | 35,8 | 31,9 | 27,4 | 21,3  | 17,1 | 26,8  |
| Средняя температура, °C       | 8     | 10,3  | 14,7  | 19,4 | 23,6 | 27,2 | 28,8 | 28,4 | 24,6 | 19,4 | 13,2  | 8,7  | 18,8  |
| Средний суточный минимум, °C  | −0,2  | 1,9   | 6,3   | 10,8 | 15,9 | 19,9 | 21,4 | 20,9 | 17,2 | 11,3 | 5,2   | 0,4  | 10,9  |
| Абсолютный минимум, °C        | −16,7 | −22,2 | −13,3 | −5,6 | 2,2  | 6,7  | 13,3 | 10,6 | 2,2  | −5   | −11,1 | −20  | −22,2 |
| Норма осадков, мм             | 29    | 33    | 38    | 50   | 87   | 68   | 46   | 50   | 78   | 67   | 34    | 28   | 608   |
| Источник: weatherbase.com     |       |       |       |      |      |      |      |      |      |      |       |      |       |

## Население
Согласно переписи населения 2010 года в городе проживало 273 человека, было 97 домохозяйств и 76 семей. Расовый состав города: 81,7 % — белые, 0,0 % — афроамериканцы, 2,6 % — коренные жители США, 0,7 % — азиаты, 0,0 % (0 человек) — жители Гавайев или Океании, 12,5 % — другие расы, 2,6 % — две и более расы. Число испаноязычных жителей любых рас составило 27,8 %.
Из 97 домохозяйств, в 33 % живут дети младше 18 лет. 61,9 % домохозяйств представляли собой совместно проживающие супружеские пары (17,5 % с детьми младше 18 лет), в 13,4 % домохозяйств женщины проживали без мужей, в 3,1 % домохозяйств мужчины проживали без жён, 21,6 % домохозяйств не являлись семьями. В 18,6 % домохозяйств проживал только один человек, 7,3 % составляли одинокие пожилые люди (старше 65 лет). Средний размер домохозяйства составлял 2,81. Средний размер семьи — 3,17 человека.
Население города по возрастному диапазону распределилось следующим образом: 33,3 % — жители младше 20 лет, 16,6 % находятся в возрасте от 20 до 39, 38,2 % — от 40 до 64, 12 % — 65 лет и старше. Средний возраст составляет 40,3 года.
Согласно данным опросов пяти лет с 2012 по 2016 годы, средний доход домохозяйства в Пейнт-Роке составляет 48 500 долларов США в год, средний доход семьи — 47 500 долларов. Доход на душу населения в городе составляет 17 524 доллара. Около 17,7 % семей и 19,3 % населения находятся за чертой бедности. В том числе 54,2 % в возрасте до 18 лет.

## Местное управление
Управление городом осуществляется мэром и городским советом, состоящим из пяти человек. Городской совет выбирает из своего состава заместителя мэра.
Другой важной должностью, на которую происходит наём, является городской секретарь.

## Инфраструктура и транспорт
Основной автомагистралью, проходящей через Пейнт-Рок, является автомагистраль 83 США, идущая с севера от города Баллинджер на юг к городу Менард.
Ближайшим аэропортом, выполняющим коммерческие рейсы, является региональный аэропорт в Сан-Анджело. Аэропорт находится примерно в 70 километрах к западу от Пейнт-Рока.

## Образование
Город обслуживается независимым школьным округом Пейнт-Рок.

## Город в популярной культуре
В книге Говарда Сили «A Lone Star Bo-Peep, and Other Tales of Texan Ranch Life», выпущенной в 1895 году, присутствует глава посвящённая Пейнт-Року, «An episode of Paint Rock» в которой рассказывается об одной неделе жизни в городе.